# Can Jornet de Gallecs
Can Jornet de Gallecs és un edifici protegit com a bé cultural d'interès local a Gallecs (Mollet del Vallès, Vallès Oriental).

## Descripció
És un edifici amb murs de càrrega de paredat comú, format per un cos principal i construccions annexes adossades. Els sostres i cobertes tenen bigues i cabirons de fusta i teula àrab a l'exterior. El cos principal té coberta a dues vessants amb carener centrat i perpendicular a la façana principal, el cos esquerre està cobert a una vessant. La façana principal conserva finestres amb brancals de pedra. Té una remunta, les golfes, que conté nou obertures amb arc de mig punt, formant una galeria.

## Història
Es tracta d'un edifici originari dels segles XVI-XVII. La imatge actual es deu a una reforma que es va dur a terme entorn del 1900. Avui dia continua usant-se com a masia però amb una activitat molt menor, ja que pertany a una propietat pública com és l'espai de Gallecs. Els elements principals verticals es mantenen en estat de conservació acceptable, els horitzontals presenten majors deficiències, malgrat que encara permeten els usos actuals. És un edifici interessant per la seva tipologia i les seves possibilitats d'utilització.
El Pla Especial de Protecció del Patrimoni Arquitectònic de Mollet del Vallès, aprovat provisionalment el 1984, la incorporava com a element a protegir.